# Sénatus-consulte du 14 juillet 1865
Lire en ligne

https://mjp.univ-perp.fr/france/sc1865-0714.htm

Le sénatus-consulte du 14 juillet 1865 légifère sur le statut juridique personnel des indigènes musulmans et juifs, ainsi que les étrangers, en Algérie aux débuts de la colonisation française.

## Contexte
Lorsque, par l’Ordonnance royale du 24 février 1834, l’Algérie est officiellement annexée à la France, les indigènes musulmans ou juifs sont français, mais ils ne jouissent ni des droits civils, ni des droits politiques : ils sont « sujets » français et non citoyens.

## Application
C'est une loi en cinq articles inspirée par le Saint-Simonien Ismaÿl Urbain ayant trait d'une part au statut personnel et la naturalisation de l'« indigène musulman » et de l'« indigène israélite », et d'autre part à la naturalisation de « l'étranger qui justifie de trois années de résidence en Algérie » (appelé plus tard l' « Européen d'Algérie »).
L'article 5 annonce un décret d'application de la loi du 14 juillet 1865, qui est promulgué par l'empereur Napoléon III, le 21 avril 1866.

### Renoncer au droit religieux
Le sénatus-consulte du 14 juillet 1865 n'a qu'un faible impact : sur les 34 000 Juifs algériens de 1866, seuls 137 obtiennent leur naturalisations entre 1865 et 1870. Ce taux très faible est néanmoins supérieur d'un facteur 100 à celui des indigènes musulmans. Si les raisons de ce faible recours sont multiples, il peut y avoir l'attachement des « Juifs algériens comme des musulmans à leur statut personnel et aux juridictions religieuses appliquant les préceptes de leur foi », mais il est également possible que les autorités coloniales françaises elles-mêmes n'aient pas informé largement les intéressés sur cette nouvelle procédure ni favorisé son exercice, et la « doctrine » des colons d’Algérie est qu’il faut en rester à la porte étroite de la naturalisation individuelle. Le sénatus-consulte de 1865 oblige le musulman d’Algérie non pas à renier sa foi musulmane – il peut continuer de la considérer en tant que code moral et comme recueil de prescriptions religieuses –, mais à respecter le Code civil français, c’est-à-dire à ne plus pratiquer les cinq coutumes qui lui sont incompatibles : la polygamie ; le droit de djebr, qui permet à un père musulman de marier son enfant jusqu’à un certain âge ; le droit de rompre le lien conjugal à la discrétion du mari ; la théorie de « l’enfant endormi » qui permet de reconnaître la filiation légitime d’un enfant né plus de 10 mois et jusqu’à cinq ans après la dissolution d’un mariage ; enfin le privilège des mâles en matière de succession.

### Décrets du 21 avril 1866 et 5 février 1868
Les décrets du 21 avril 1866 et 5 février 1868 règlent la procédure à suivre pour l'instruction de la demande de « naturalisation ». Le dossier de naturalisation est constitué de huit documents différents, dont un certificat de bonne vie et de bonnes mœurs et un certificat prouvant que le demandeur a 21 ans révolus. L'intéressé doit se présenter devant le maire ou le bureau arabe et « déclarer abandonner son statut personnel pour être régi par lois civiles et politiques françaises ». Une enquête administrative était effectuée sur la moralité, les antécédents et la situation familiale du demandeur ; enfin, le dossier était transmis avec l’avis du préfet et celui du gouverneur au ministère de la Justice, puis au Conseil d’État, avant qu’un décret ne soit signé par le président de la République. Les titres des postulants sont examinés avec sévérité et avec le souci de n’accorder la qualité de Français qu’à ceux qui ont donné la preuve non équivoque de leur attachement à la France.

### Décret Crémieux du 24 octobre 1870
Le décret Crémieux abroge pour les juifs d'Algérie le sénatus-consulte du 14 juillet 1865, ces derniers bénéficient d'une naturalisation collective, les musulmans ne sont pas concernés par ce processus.
Il a donc été choisi de maintenir à l’égard des musulmans la procédure la plus difficile pour accéder à la citoyenneté, la plus soumise au contrôle de l’État, celle de la naturalisation, « les musulmans d’Algérie étaient traités comme des ressortissants d’une origine étrangère la plus indésirable, dont on ne laissait entrer les membres qu’au compte-goutte ».

### Loi Jonnart du 4 février 1919
Les promesses d'octroi de droits politiques aux indigènes algériens se multiplièrent à la fin de la Première Guerre mondiale, eu égard à la mobilisation des musulmans algériens sur les champs de bataille européens. La loi Jonnart du 4 février 1919 modifie le statut juridique de ces derniers. Tout indigène algérien pourra maintenant faire la demande de devenir citoyen français, s'il remplit les conditions suivantes : être âgé de vingt-cinq ans, être monogame ou célibataire, n'avoir jamais été condamné pour crime ou pour délit comportant la perte des droits politiques, avoir deux ans de résidence consécutive dans la même commune. Cette loi ne s'applique pas aux territoires du Sud algérien. Une loi du 18 août 1929 permettra aux « femmes indigènes » d'accéder à la citoyenneté dans les mêmes conditions.